# تشارلز بورتر
تشارلز بورتر (بالإنجليزية: Charles Porter)‏ هو سياسي أمريكي، ولد في 1756، وتوفي في 1830. انتخب List of speakers of the Pennsylvania House of Representatives ‏.